# 王秀斌
王秀斌（1964年3月—），江苏如东人，研究生学历，中国人民解放军上将。中国共产党第十九届中央委员会候补委员，中国共产党第二十届中央委员会委员。

## 生平
王秀斌1983年1月参加中国人民解放军，1993年荣立一等功，被评为全国学雷锋标兵。长期在第一集团军任职，先后担任团参谋长、团长、师参谋长、第一机步师师长。2013年，担任南京军区第三十一集团军副军长。2015年，调任南京军区第一集团军副军长，期间曾任纪念中国人民抗日战争暨世界反法西斯战争胜利70周年大会阅兵式“雁门关伏击战英雄连”英模部队领队。2016年7月，升任东部战区陆军第一集团军军长。2017年3月，担任中国人民解放军陆军第八十集团军军长。同年10月，中国共产党第十九次全国代表大会上当选中国共产党第十九届中央委员会候补委员。2019年4月，升任中国人民解放军东部战区副司令员兼参谋长。2021年6月任南部战区司令员。2024年7月，调入中央军委联合作战指挥中心任职。
2014年7月，晋升少将军衔。2019年12月，晋升中将军衔。2021年7月，晋升上将军衔。